# Ipacsfa
Ipacsfa je vas na Madžarskem, ki upravno spada pod podregijo Siklósi Županije Baranja.